# Phyllanthus megacarpus
Phyllanthus megacarpus är en emblikaväxtart som först beskrevs av James Sykes Gamble, och fick sitt nu gällande namn av Gorti Raghawa Raghava Kumari och M. Chandrabose. Phyllanthus megacarpus ingår i släktet Phyllanthus och familjen emblikaväxter. Inga underarter finns listade i Catalogue of Life.